# Торрес, Эрвин
Эрвин Торрес (англ. Ervin Torres; род. 14 ноября 2007 года, Техас, США) — американский футболист, защитник клуба «Остин» и юношеской сборной США.

## Клубная карьера
Воспитанник академии клуба «Остин», к которой присоединился осенью 2020 года. 24 марта 2023 года подписал любительский контракт со второй командой клуба, выступавшей в MLS Next Pro. Дебютировал 8 июля в матче против «Хьюстон Динамо 2», заменив на 87-й минуте Алонсо Рамиреса. 19 января 2024 года подписал первый профессиональный контракт. Первый гол забил 4 мая в ворота «Колорадо Рэпидз 2», принеся победу своей команде. Впервые в состав первой команды был переведён 19 октября на матч против «Колорадо Рэпидз». Дебютировал тем же вечером, заменив на 83-й минуте Александера Ринга и став воспитанником клубной академии, дебютировавшим за «Остин».

## Карьера в сборной
Кроме американского, обладает мексиканским гражданством. В апреле 2022 года получил вызов в школьную сборную США, став первым игроком «Остина», получившим вызов в молодёжную сборную США любого возраста. В составе сборной до 16 лет принимал участие в Международном кубке мечты. Получал вызовы в сборные до 17 и до 19 лет.